# Klaus Munro
Klaus „Nick“ Munro (* 28. Juni 1927 in Hamburg; † 7. Februar 2013 ebenda) war ein deutscher Komponist, Textdichter, Sänger, Musikproduzent und Drehbuchautor.

## Leben
Nach seinem Schulabschluss absolvierte Munro eine Ausbildung an der Hochschule für Musik und Theater Hamburg. Dazu gehörte Klavierunterricht, das Schreiben von Partituren und Dirigieren.
Danach besuchte Munro die Schauspielschule und Engagements, bei denen er zum Beispiel auch die Theatermusik schrieb. Er arbeitete anschließend abwechselnd als Kapellmeister, Arrangeur, Sänger, Texter, Drehbuchautor und Regisseur. Seit 1952 komponierte er Schlager.
Als Vicky Leandros beabsichtigte, für Luxemburg beim Eurovision Song Contest 1972 anzutreten, bot Munro seine Komposition Dann kamst Du an, die er gemeinsam mit Leo Leandros, der unter dem Pseudonym Mario Panas arbeitete, für Vicky verfasst hatte, aber bisher noch unveröffentlicht geblieben war. Die Luxemburger Vertreter entschieden sich spontan für diesen Titel und ließen durch Yves Dessca einen französischen Text hierzu schreiben. Am 25. März 1972 trat Vicky Leandros in Edinburgh als vorletzte von 18 Teilnehmern auf. Das Orchester dirigierte Klaus Munro selbst. Der Titel Après toi lag am Ende der Veranstaltung mit 128 Punkten deutlich an der Spitze der Wertung. Er kam in Deutschland bis auf Platz 11 der Hitparade, während er in der englischen Fassung als Come what may in den britischen Charts bis auf Rang 2 vordrang. Insgesamt wurde der Titel über sechs Millionen Mal verkauft. Es folgten Hits wie Die Bouzouki klang durch die Sommernacht (1973).
Von Munro stammen des Weiteren Evergreens wie Goodbye, My Love, Goodbye, Gesang Demis Roussos, und Mustafa mit Leo Leandros, Après toi, Rot ist die Liebe und Theo, wir fahr’n nach Lodz mit Vicky Leandros. Er schrieb auch deutschsprachige Hits für Roger Whittaker wie Albany oder Abschied ist ein scharfes Schwert sowie Melodien, Texte und Arrangements für Wilma Landkroon, u. a. Zauberfee oder Huil toch niet als je weg moet gaan.
Munro betätigte sich auch als Fernsehautor. Sein Unternehmen Nick Munro Musikproduktion hat seinen Sitz in Hamburg.
Klaus Munro starb im Alter von 85 Jahren in seiner Heimatstadt Hamburg. Bis zu seinem Tod war er mit der Galeristin Vera Munro verheiratet.

## Kompositionen
- Alle Männer sind Räuber (1960)
- In Ko-Ko-Kopenhagen (1961)
- Casanova aus Casablanca (1961)
- Kleine Nervensäge Monika (1962)
- Annelie-Annelou / Weil ich verliebt in dich bin (1962)
- Hey Vivi - Hey Gerhard (Hey Paula) (1963)
- Tivoli-Twist (Let’s Dance) (1963)
- Mädchen gibt’s wie Sand am Meer (1964)
- Kiddy Kiddy Kiss me (Rita Pavone/Paul Anka) (1964)
- Wenn das die Liebe ist / Zum Weinen ist immer noch Zeit (1967)
- Das eine was man will / Bleib bei mir, my Sunny Baby (1968)
- Mach das Licht aus Rosalinda / Einerseits - Andrerseits (1968)
- Einmal musst du vergessen / Evarella (1968)

## Filmografie (Auswahl)
Drehbuchautor
- 1963–1965: Hotel Victoria (Fernsehserie, zwei Folgen)
- 1965: Serenade für zwei Spione
- 1966: Bel Ami 2000 oder Wie verführt man einen Playboy?
- 1967: Das älteste Gewerbe der Welt (Le plus vieux métier du monde)

Komponist
- 1963–1965: Hotel Victoria (Fernsehserie)
- 1972: Das Kurheim (Fernsehserie)
- 1972: Einmal im Leben – Geschichte eines Eigenheims (Fernsehfilm)
- 1976: Alle Jahre wieder: Die Familie Semmeling (Fernsehminiserie)

Soundtrack
- 1961: Am Sonntag will mein Süßer mit mir segeln gehn („In Ko-Ko-Kopenhagen“, „Am Sonntag will mein Süßer mit mir segeln gehn“, „Zuckerpuppe“, „Rosina“, „1-2-3-4-5-6-7“, „Das Mädchen mit dem aufregenden Gang“)
- 1973: Ein Lied für Luxemburg („Wohin soll ich geh’n“ - Cindy & Bert)
- 1975: Ein Lied für Stockholm („Heut' bin ich arm, heut' bin ich reich“ - Werner W. Becker)
- 1975: Klimbim („Goodbye My Love Goodbye“ – Fernsehserie, eine Folge)